# هيكارو أوتادا
هيكارو أوتادا (宇多田ヒカル Utada Hikaru) ولدت في 19 يناير من عام 1983 م والمعروفة أيضا باسم هيكي بين محبيها، هي نجمة يابانية تتحدث الإنجليزية بطلاقة لأنها ترعرعت وولدت في مدينة نيويورك الأمريكية. اشتهرت بسبب أغانيها الموضوعة في اللعبة الشهيرة كنجدوم هارتس Kingdom Hearts.

## السيرة الذاتية
ولدت في مدينة نيويورك وعاشت هناك والداها كانا موسيقيان يابانيان، والدها كان منتج ووالدتها كانت مغنية للأغاني اليايانية الشعبية التقليدية، هيكي عملت تسجيلها الأول في العمر الـ 12 وأصدت أول البوم لها Precious في عام 1998 م مستعينة باسم مستعار Cubic U وكانت جميع أغاني البوم باللغة الأنجليزية.
تزوجت هيكارو من كازواكي كيريا Kazuaki Kiriya مصور ومخرج، لقد قام بإخراج العديد من أغاني هيكارو المصورة مثل Final Distance"و "Traveling"و "Hikari"و "Sakura Drops"و "Deep River"و "Dareka no Negai ga Kanau Koro"و "You Make Me Want to Be a Man"و "Be My Last"و "Passion".
لاحقا انتقلت هيكي للعيش إلى طوكيو والتحقت بمدرسة أمريكية في اليابان بينما كانت تواصل عقدها مع شركة التسجيلات Toshiba/EMI وبوقت قريب أطلقت منفرد يدعى "Automatic" وكان ناجحا وأطلقت بعده البوم يدعى First Love وكان من انجح البومات اليابانية في تاريخ اليابان على الإطلاق فقد بيع منه 10 ملايين نسخة.

## المهنة خلال 2000 وبعده
عادت هيكي إلى نيويورك في 2000 لتدرس في جامعة كولومبيا، واصلت التسجيل على أية حال وأصدرت البومين ناجحين في 2001 و2002 Distance وDeep River، في سبتمبر لعام 2002 أعلنت هيكي زواجها من كازواكي كيريا الذي كان يكبرها بخمسة عشر سنة.
هيكاور معروفة عند محبيها خارج اليابان بأغنية Simple and Clean التي كانت أغنية للعبة الشهيرة في البلا ستيشن كندوم هارت Kingdom Hearts، هيكي غنت مع فوكسي براون Foxy Brown في أداء ثنائي لأغنية "Blow My Whistle" والذي عرض في الفيلم المشهور Rush Hour 2.

## اقتحام السوق الأنجليزية والأمريكية
في الخامس من أكتوبر من عام 2004 م أطلقت هيكارو البومها الأمريكي الأول Exodus تحت اسم UTADA ، ولكن يبدو أن الجمهور الأمريكي كانت ردة فعله لا مبالي لهذا الألبوم وعلى الرغم من فشل هذا الألبوم في الأسواق الدولية إلا أنه كان ناجحا في اليابان بالرغم من انه مبيعاته كانت أقل من مبيعات أعمالها السابقة وأيضا اغنيتها "Devil Inside" كانت أغنية ضارية عند النوادي الرقص الأمريكية.
Exodus أفضل البوم إنجليزي بيع في اليابان في أول أسبوع من صدوره! وأصبح #1 في مبيعات oricon في اليابان!.Exodus باع 1,074,000 نسخة في اليابان فقط، وحصل على المركز الأول في ترتيب العالم 2004(كانت ثاني مرة تحدث لمغنيه من asia!والمرة الأولى كانت هي أيضاً)ولكن في الولايات المتحدة فحصل الالبوم على المركز 160 في مبيعات Billboard 200 أفضل 200 البوم في أمريكا.
أغاني الالبوم:
Opening (オープニング)
Devil Inside (デヴィル・インサイド)
Exodus '04 (エキソドス’０４)
THE WORKOUT (ザ・ワークアウト)
Easy Breezy (イージー・ブリージー)
Tippy Toe (ティッピー・トウ)
Hotel Lobby (ホテル・ロビー)
Animato (アニマート)
Crossover Interlude (クロスオーヴァー・インタールード)
Kremlin Dusk (クレムリン・ダスク)
You Make Me Want to Be a Man (ユー・メイク・ミー・ウォント・トゥ・ビー・ア・マン)
Wonder 'Bout (ワンダー・バウト)
Let Me Give You My Love (レット・ミー・ギヴ・ユー・マイ・ラヴ)
About Me (アバウト・ミー)
You Make Me Want to Be a Man (Bloodshy & Avant Mix) (UK Bonus track)
You Make Me Want to Be a Man (Junior Jack Mix) (UK Bonus track)
تواريخ إصداره:
[2004.09.08] - Japan
[2004.10.05] - USA
[2005.10.24] - UK/European Union

## BE MY LAST
اصدرت هيكارو الـCD المنفرد الـ14 بعنوان Be My Last في اليابان..بتاريخ 2005.09.28 والـCD يحتوي على أغنية واحدة فقط!وهي Be My Last..ولقد كانت be my last أغنية لفليم "Haru no Yuki" أو مايسمى بالغة الإنجليزية بـ "Snowy Love Fallin' in Spring".
صورة غلاف الـCD صورت في Prague، Czech Republic، القصر الغامق الكبير الذي في اليسار يسمى Hradcany Castle. الـCD المنفرد وصل الي #1 في مخطط مبيعات oricon في أول يوم من صدوره!وظل على هذا الحال مدة 14 أسبوع، عموماً مبيعات الـCD وصلت الي 148,769 CD!واخذ المركز #70 في أفضل Cd مبيعاً في 2005!واحتل المركز الأول في iTunes Japan.
وقد قام Kiriya Kazuaki زوج هيكي بإخراج الفديو كليب الرائع والمعبر!

## passion
أصدرت هيكي في تاريخ 2005.12.14 cd منفرد لأغنية Passion الذي سوف يكون أغنية للجزء الثاني من اللعبة اليابانية الشهيرة كنجدوم هارت2 باسم Passion ~opening version التي صدرت مؤخراً بنسختها الأمريكية..واصدرت النسخة الإنجليزية من أغنية passion بعنوان Sanctuary...حصرياً للنسخة الانجلزية من كنجدوم هارت2...
احتوى CD passion على نسختين من passion لنسخة الاصلية وأخرى تسمى بـ~after the battle~ وتعتبر النسخة الهادئة (Ballad) من passion لاصلية، وهي أغنية لعرض النهاية لكنجدوم هارت 2.وظهرت passion في ساوند تراك لعبة كنجدوم هيرتز.
ومن ناحية المبيعات، فتقريباً مشابهَ لمبيعات منفرد هيكي السابق Be My Last
وصل للمركز 11# في ترتيب المنفرد في العالم، وبالنسبة للمدة التي صمد فيها في مراتب oricon للمبيعات اليابانية كانت 8 اسابيع فقط!

## Keep Tryin
وهو يعتبر من آخر إصدارات هيكي،CD منفرد رقم 16، اصدر في تاريخ 2006.02.22 ويحتوي على اغنيتين Keep Tryin وWingsو نسخة Karaoke لاغنية Keep Tryin، استخدمت الأغنية في إعلان لـLISMO! au LISTEN MOBILE SERVICE
في اليابان.وفي يوم صدوره الأول وصل الي #1 في مبيعات oricon اليابانية، ولكن بعد مدة هبط الي الثانية بسبب نزول CD منفرد جديد لمغني الروك المشهور جداً HYDE...وظل keep tryin في مراتب oricon لمدة 6 اسابيع.

## Ultra Blue
اصدرت هيكارو البومها الياباني الرابع باسم Ultra Blue من بعد صدور آخر البوم ياباني لها في عام 2002!
صدر الالبوم في تاريخ 14 يونيو 2006! واحتل المركز الأول في اليابان لمده أسبوعين في مبيعات oricon وبيع الالبوم في اليابان 900,000 نسخه وحصل في المركز السابع في أفضل البوم في 2006 وفي United World Chart بيع الالبوم 1,4 مليون نسخه أي ان الالبوم بيع في دول خارج اليابان 500,000 نسخه وحصل على المركز الأول في United World Chart
ويحتوي الالبوم على 13 أغنية وهم:
1. This Is Love
2. Keep Tryin'
3. BLUE
4. Nichiyou no Asa (日曜の朝; Sunday Morning)
5. Making Love
6. Dareka no Negai ga Kanau Koro (誰かの願いが叶うころ; When Someone's Wish Comes True)
7. COLORS
8. One Night Magic feat. Yamada Masashi
9. Kairo (海路; Sea Route)
10. WINGS
11. Be My Last
12. Eclipse (Interlude)
13. Passion

## Heart Station والعودة إلى الأسواق الإمريكية مجددا!
في نوفمبر 2007 أعلنت هيكارو بانها تعمل على تسجيل ألبومين باللغة اليابانية والانجليزيه حيث قررت بعدها بان تصدر الالبوم الياباني Heart Station أولا في مارس 2008، وكانت أغنية نكهة الحياة flavor of love هي السبب الرئيسي في دعم الالبوم التي وصلت عدد محملين الأغنية إلى 8 ملايين تحميل في مواقع الميوزك الياباني. وقد باع الالبوم أكثر من مليون نسخه، وهناك العديد من الاغاني الالبوم التي ساعدت في نجاحه Beautiful World وKiss&Cry Heart Station وStay Gold وFight the Blues وFlavor of Life وPrisoner of Love

## This Is the One
هو الالبوم الثاني باللغة الإنجليزية الذي أطلقته هيكارو في مارس 2009 في اليابان ومايو في الولايات المتحدة. تعاونت اوتادا مع منتجين مثل 	Stargate وStewart وهو سبق وتعاملوا مع المغنيه العالمية ريانا والمغني ني - يو. الالبوم حقق مبيعات نسبيه لكتا البلدين. أغنية عد الي Come Back to Me هي الأغنية الرئيسية للالبوم، وحقق الالبوم مركز 69 في البيلبود 200 في الولايات المتحدة

## أغاني
Can You Keep A Secret?
traveling
hikari
Addicted To You 

## روابط خارجية
- الموقع الرسمي
- هيكارو أوتادا على موقع IMDb (الإنجليزية)
- هيكارو أوتادا على موقع ميوزك برينز (الإنجليزية)
- هيكارو أوتادا على موقع إن إن دي بي (الإنجليزية)
- هيكارو أوتادا على موقع أول ميوزيك (الإنجليزية)
- هيكارو أوتادا على موقع ديسكوغز (الإنجليزية)
- هيكارو أوتادا على موقع ديسكوغز (الإنجليزية)
- هيكارو أوتادا على موقع قاعدة بيانات الفيلم (الإنجليزية)
- هيكارو أوتادا على موقع ليتربوكسد (الإنجليزية)
- هيكارو أوتادا على موقع كينوبويسك (الروسية)
- هيكارو أوتادا على موقع ANN person (الإنجليزية)